# Geert Hofstede
Gerard Hendrik Hofstede, bekannt als Geert Hofstede (* 2. Oktober 1928 in Haarlem; † 12. Februar 2020 in Ede), war ein niederländischer Kulturwissenschaftler und Sozialpsychologe. Er war Professor für Organisationsanthropologie und Internationales Management an der Universität Maastricht, Niederlande. Sein Forschungsgebiet war die Organisationskultur und er analysierte die Zusammenhänge zwischen nationalen Kulturen und Unternehmenskulturen. Berühmt wurde seine Analyse von Mitarbeitern des Unternehmens IBM.

## Zur Person
Hofstede besuchte zunächst die Technische Hochschule Delft, an der er Ingenieurwesen der Fachrichtung Maschinenbau und Werkzeugkunde studierte und 1953 mit einem Diplom abschloss. Von 1953 bis 1955 leistete er seinen Militärdienst. Danach arbeitete er in drei niederländischen Industriefirmen und nahm 1964 nebenberuflich ein weiteres Studium an der Rijksuniversiteit Groningen auf, worin er 1967 in Sozialpsychologie cum laude promovierte.
Hofstede war ab 1955 mit Maaike A. van den Hoek verheiratet. Er hatte vier Söhne und zehn Enkelkinder. Geert Hofstede wurde 1992 zum Ehrenmitglied von EFM Imperator (dem heutigen SCOPE Maastricht) ernannt. Er starb im Februar 2020 im Alter von 91 Jahren.

## Kulturdimensionen
Hofstede zeigte, dass nationale und regionale Kulturgruppen einen wesentlichen Einfluss auf das Verhalten von Unternehmen haben, insbesondere auf deren Organisation und Führung. In seinem Buch „Culture´s Consequences“ (1980), näher beschrieben im Artikel Interkulturelle Zusammenarbeit, identifizierte er sechs Kulturdimensionen:

### Machtdistanz(Power Distance Index – PDI)
Der Power Distance Index gibt an, inwieweit weniger mächtige Individuen eine ungleiche Verteilung von Macht akzeptieren und erwarten. Hohe Machtdistanz steht dafür, dass Macht sehr ungleich verteilt ist, geringe Machtdistanz steht dafür, dass Macht gleichmäßiger verteilt ist.

### Individualismus und Kollektivismus(Individualism versus Collectivism – IDV)
In Gesellschaften mit einem hohen IDV-Index werden besonders die Rechte des Individuums geschützt: Selbstbestimmung, Ich-Erfahrung und Eigenverantwortung sind wichtig. In einer kollektivistischen Kultur mit niedrigem IDV-Index dominiert dagegen die Integration in jeder Art von Netzwerken. Das Wir-Gefühl ist viel charakteristischer für eine solche Kultur.

### Maskulinität versus Femininität(Masculinity versus Femininity – MAS)
Diese Dimension bezeichnet die Ausprägung der vorherrschenden Werte, die bei beiden Geschlechtern etabliert sind. Als feminine Werte zählt Hofstede Fürsorglichkeit, Kooperation und Bescheidenheit auf. Maskuline Werte seien hingegen Konkurrenzbereitschaft und Selbstbewusstsein. Ein hoher MAS-Index weist auf eine Dominanz „typisch männlicher“ Werte, ein niedriger MAS-Index auf eine Dominanz „typisch weiblicher“ Werte. Hierbei zeigte sich bei von 1967 bis 1973 durchgeführten Untersuchungen unter IBM-Mitarbeitern auf empirischer Ebene, dass die Trennung „typisch männlicher“ und „typisch weiblicher“ Werte in jeder der untersuchten (IBM-)Kulturen zu finden war; in „maskulinen“ Gesellschaften waren die Unterschiede jedoch ausgeprägter: Zwar zeigten auch Frauen dort häufiger Konkurrenzbereitschaft, doch auf Männer traf dies in weit stärkerem Maße zu. „Maskulinität“ und „Femininität“ sagt demnach auch viel über die Distanz, das Ausmaß der „Lücke“ zwischen Männern und Frauen und deren Werten aus.

### Unsicherheitsvermeidung(Uncertainty Avoidance Index – UAI)
Zentrale Frage bei dieser Dimension ist: Wie hoch ist die Abneigung gegenüber unvorhergesehenen Situationen?
Kulturen mit einem hohen UAI, die Unsicherheit vermeiden wollen, zeichnen sich durch viele festgeschriebene Gesetze, Richtlinien, Sicherheitsmaßnahmen aus. Die Mitglieder sind emotionaler und nervöser.
Kulturen, die Unsicherheit akzeptieren, sind tolerant, haben wenige Regeln, die im Zweifelsfall auch veränderbar sind, und neigen also zu Relativismus. Die Mitglieder sind phlegmatisch und erwarten von ihrer Umwelt nicht, dass sie Gefühle zeigt.

### Lang- oder kurzfristige Ausrichtung(Long-Term Orientation – LTO)
Dieser Index, der von Hofstede erst spät eingeführt wurde, gibt an, wie groß der zeitliche Planungshorizont in einer Gesellschaft ist. Die Einführung dieser Dimension in der zweiten Auflage des Buches gründet auf Kooperationen mit chinesischen Forschern und Managern, welche den Einfluss des konfuzianischen Erbes mit seiner langfristigen Orientierung über mehrere (Wieder-)Geburten betonten. In manchen Darstellungen findet sich daher auch die Bezeichnung Confucian Dynamism für diese spezielle Kulturdimension. In Studien außerhalb des asiatischen Raumes kam sie nicht zur empirischen Anwendung.
Werte von Mitgliedern einer Organisation, die langfristig ausgerichtet sind: Sparsamkeit, Beharrlichkeit.
Werte von Mitgliedern einer Organisation, die kurzfristig ausgerichtet sind: Flexibilität, Egoismus.

### Nachgiebigkeit und Beherrschung(Indulgence versus Restraint – IVR)
Diese Dimension beschreibt das Erreichen von Glück durch die Wahrnehmung von Kontrolle über das eigene Leben und die Wichtigkeit von Freizeit und Muße. Die Dimension wurde zuerst durch Minkov formuliert und später von Hofstede als eine der Kulturdimensionen übernommen.

## Kritik
„Alles in allem ist sein Buch für die moderne Kulturwissenschaft eine Katastrophe. Er versündigt sich an allen Fortschritten, die seit den sechziger Jahren erzielt wurden, und ausgerechnet dieses Machwerk hat die Unbelehrbaren, die den Kulturbegriff für Unfug hielten, belehrt. Jene Psychologen, Soziologen und Wirtschaftswissenschaftler, die nur empirischen Analysen trauen, wurden durch Hofstedes Statistik davon überzeugt, dass Kultur aus hard facts bestehe, die man messen und wiegen kann.“

Das obige Zitat zeigt beispielhaft die Härte, mit der Hofstedes Arbeit kritisiert wird. Als wichtigster Punkt wird von Kritikern aufgeführt, dass die gezogenen Stichproben nicht repräsentativ seien. So wurden in der Originalstudie 1967–1972 Informationen aus einer weltweiten Mitarbeiterbefragung von IBM verwendet. Insofern sei nicht gesichert, dass das herausgearbeitete 4-, später 5-Faktoren-System tatsächlich nationale Kulturen misst, sondern vielmehr Unterschiede in der Unternehmenskultur zwischen den Ländern.
Des Weiteren ignoriere Hofstedes Ansatz Unterschiede innerhalb einer Nation. Das Modell behandele eine Nation wie ein essentialistisches homogenes Gebilde von Individuen, die alle dieselbe Wertestruktur teilen. Dies sei in den meisten Fällen nicht korrekt.
Zudem wurde Kritik an der Validität der Items geübt. Hofstede führt keine theoretische Begründung für die Auswahl der Items an. House und andere kritisieren vor allem die fehlende Unterscheidung zwischen Werten und Verhaltensweisen. Dies sei deswegen problematisch, weil Werte und Verhalten nach der Globe-Studie von House et al. (2001), die eine entsprechende Unterscheidung im Sinne Status quo von Kulturwerten und Soll-Vorstellungen erhoben hatten, negativ miteinander zusammenhängen.
Unterstützer der Theorie und Hofstede selbst ließen die Kritikpunkte hingegen nicht gelten. So wurden die Resultate in den Folgejahren der Untersuchungen in zahlreichen unabhängigen Wiederholungsstudien (davon sechs „große“ Studien) bestätigt. Diese bezogen sich zudem auf unterschiedliche Untergruppen der jeweiligen Bevölkerungen und wiesen dennoch ähnliche nationale Unterschiede auf, die mit den Hofstedschen Dimensionswerten übereinstimmen.
Des Weiteren wies Hofstede ausdrücklich auf die verschiedenen Ebenen von Kultur hin. In den theoretischen Prämissen, die der Darstellung der Untersuchungsergebnisse vorangehen, unterscheidet er verschiedene Ebenen, auf denen sich „Kultur“ entwickelt. Auch nahm Hofstede selbst später Abstand von der Erarbeitung eines Fragenkatalogs, der seinen Ausführungen beigefügt und für weitere Verwendungen seitens der Leser gedacht war. Denn eine der Konsequenzen seiner Forschung und ihrer Ergebnisse (und Ausgangspunkt für Kritik) ist die unreflektierte Aneignung und Übertragung seines „Modells“.